# 韋林岩
54°4′S 38°1′W / 54.067°S 38.017°W
韋林岩（英語：Waring Rocks），是南極洲的岩石，位於南喬治亞群島，處於帕里亞丁角西南面1.1公里，在1963年由英國研究隊繪入地圖，由英國海外領土管轄。